# إميل بوهينن
إميل بوهينن (بالنرويجية: Emil Bohinen) هو لاعب كرة قدم نرويجي في مركز الوسط، ولد في 12 مارس 1999 في دربي في المملكة المتحدة. شارك مع منتخب النرويج تحت 17 سنة لكرة القدم ومنتخب النرويج تحت 19 سنة لكرة القدم. أما مع النوادي، فقد لعب مع نادي ستابك.

## وصلات خارجية
- إميل بوهينن على موقع اتحاد النرويج (النرويجية)
- إميل بوهينن على موقع قاعدة بيانات كرة القدم.إي يو (الإنجليزية)
- إميل بوهينن على موقع Soccerbase.com (لاعب) (الإنجليزية)
- إميل بوهينن على موقع Soccerway.com (الإنجليزية)
- إميل بوهينن على موقع عالم كرة القدم.نت (الإنجليزية)